# 氏家卓也
氏家 卓也（うじいえ たくや、1917年〈大正6年〉11月24日 - 2008年〈平成20年〉11月15日）は、日本の実業家、銀行家。ダイヤモンドリース（現・三菱HCキャピタル）社長。

## 経歴
宮城県出身。氏家清吉の二男。1943年、東北大学法学部卒業。三菱銀行に入行し、外資部次長や鉄鋼ビル支店長等を歴任。ダイヤモンドリース社長、会長を務めた。
2008年11月15日、肺炎のため死去。

## 人物
趣味は写真撮影、ゴルフ、音楽。

## 家族・親族
父は七十七銀行頭取・氏家清吉。兄は七十七銀行頭取・氏家榮一。妻は日本油脂社長・村山威士の娘。女婿の古屋善範は名古屋大学名誉教授・古屋善正の長男で、松屋監査役・古屋惣太郎の養嗣子。善範の母方の祖父は老舗の株屋「亀清」2代目山中清兵衛、母方伯父に三井信託銀行社長・会長の山中清一郎、三井石油開発社長・由利淳三郎、母方伯母の夫に安田火災海上保険取締役の松原昌夫がいる。